# La Fouillade
La Fouillade är en kommun i departementet Aveyron i regionen Occitanien i södra Frankrike. Kommunen ligger  i kantonen Najac som ligger i arrondissementet Villefranche-de-Rouergue. År 2022 hade La Fouillade 1 113 invånare.

## Befolkningsutveckling
Antalet invånare i kommunen La Fouillade
Referens: INSEE